# Indy Racing League 2000
Navigation
1999 2001
Le championnat d'Indy Racing League 2000 a été remporté par le pilote américain Buddy Lazier du Hemelgarn Racing.
Avec la seizième place, Airton Daré est le meilleur débutant de l'année (rookie of the year).

## Repères
- Boudé par les meilleures écuries et les meilleurs pilotes depuis sa création quatre ans plus tôt, l'Indy Racing League (et surtout son épreuve phare, l'Indianapolis 500) commence à attirer quelques noms prestigieux. C'est tout d'abord Al Unser Jr. (sportivement en très nette perte de vitesse, mais toujours considéré comme l'un des pilotes les plus populaires aux États-Unis) qui quitte le CART pour rejoindre l'IRL à temps plein. C'est ensuite la puissante écurie Chip Ganassi Racing qui décide d'engager deux voitures à l'Indy 500 pour ses deux champions CART Jimmy Vasser et Juan Pablo Montoya, lequel remporte facilement la course.

## Courses de la saison
| Date       | Épreuve                  | Circuit                          | Vainqueur          | Voiture              | Écurie                   |
| ---------- | ------------------------ | -------------------------------- | ------------------ | -------------------- | ------------------------ |
| 29 janvier | Delphi Indy 200          | Walt Disney World Speedway       | Robbie Buhl        | G-Force-Aurora       | Dreyer & Reinbold Racing |
| 19 mars    | MCM WorldCom Indy 200    | Phoenix International Raceway    | Buddy Lazier       | Riley & Scott-Aurora | Hemelgarn Racing         |
| 22 avril   | Vegas Indy 300           | Las Vegas Motor Speedway         | Al Unser Jr.       | G-Force-Aurora       | Galles Racing            |
| 28 mai     | Indianapolis 500         | Indianapolis Motor Speedway      | Juan Pablo Montoya | G-Force-Aurora       | Chip Ganassi Racing      |
| 11 juin    | Casino Magic 500         | Texas Motor Speedway             | Scott Sharp        | Dallara-Aurora       | Kelley Racing            |
| 18 juin    | Radisson 200             | Pikes Peak International Raceway | Eddie Cheever      | Dallara-Infiniti     | Team Cheever             |
| 15 juillet | Midas 500 Classic        | Atlanta Motor Speedway           | Greg Ray           | Dallara-Aurora       | Team Menard              |
| 27 août    | Belterra Resort Indy 300 | Kentucky Speedway                | Buddy Lazier       | Dallara-Aurora       | Hemelgarn Racing         |
| 15 octobre | Excite 500               | Texas Motor Speedway             | Scott Goodyear     | Dallara-Aurora       | Panther Racing           |

## Classement des pilotes
| Classement | Pilote                | Pays       | Voiture                                 | Écurie                           | Nombre de points |
| ---------- | --------------------- | ---------- | --------------------------------------- | -------------------------------- | ---------------- |
| 1er        | Buddy Lazier          | États-Unis | Riley & Scott-Aurora Dallara-Aurora     | Hemelgarn                        | 290              |
| 2e         | Scott Goodyear        | Canada     | Dallara-Aurora                          | Panther                          | 272              |
| 3e         | Eddie Cheever         | États-Unis | Riley & Scott-Infiniti Dallara-Infiniti | Cheever                          | 257              |
| 4e         | Eliseo Salazar        | Chili      | G-Force-Aurora                          | Foyt                             | 210              |
| 5e         | Donnie Beechler       | États-Unis | Dallara-Aurora                          | Cahill                           | 202              |
| 5e         | Mark Dismore          | États-Unis | Dallara-Aurora                          | Kelley                           | 202              |
| 7e         | Scott Sharp           | États-Unis | Dallara-Aurora                          | Kelley                           | 196              |
| 8e         | Robbie Buhl           | États-Unis | G-Force-Aurora G-Force-Infiniti         | Dreyer & Reinbold                | 190              |
| 9e         | Al Unser Jr.          | États-Unis | G-Force-Aurora                          | Galles                           | 188              |
| 10e        | Billy Boat            | États-Unis | Dallara-Aurora G-Force-Aurora           | Pelfrey Foyt                     | 181              |
| 11e        | Jeff Ward             | États-Unis | G-Force-Aurora                          | Foyt                             | 176              |
| 12e        | Robby McGehee         | États-Unis | G-Force-Aurora                          | Treadway                         | 174              |
| 13e        | Greg Ray              | États-Unis | Dallara-Aurora                          | Menard                           | 172              |
| 14e        | Stéphan Grégoire      | France     | G-Force-Aurora                          | Dick Simon                       | 171              |
| 15e        | Buzz Calkins          | États-Unis | Dallara-Aurora                          | Bradley                          | 145              |
| 16e        | Airton Daré           | Brésil     | G-Force-Aurora                          | TeamXtreme                       | 142              |
| 17e        | Jeret Schroeder       | États-Unis | Dallara-Aurora                          | Tri-Star                         | 136              |
| 18e        | Sarah Fisher          | États-Unis | Riley & Scott-Aurora Dallara-Aurora     | Walker                           | 124              |
| 18e        | Tyce Carlson          | États-Unis | Dallara-Aurora                          | Hubbard-Immke                    | 124              |
| 20e        | Jaques Lazier         | États-Unis | G-Force-Aurora Dallara-Aurora           | Truscelli Mid America TeamXtreme | 112              |
| 21e        | Sam Hornish Jr.       | États-Unis | G-Force-Aurora Dallara-Aurora           | PDM                              | 110              |
| 22e        | Shigeaki Hattori      | Japon      | G-Force-Aurora                          | Treadway                         | 109              |
| 23e        | Davey Hamilton        | États-Unis | Dallara-Aurora G-Force-Aurora           | Sinden TeamXtreme Mid America    | 98               |
| 24e        | Jimmy Kite            | États-Unis | G-Force-Aurora                          | Blueprint                        | 79               |
| 25e        | Juan Pablo Montoya    | Colombie   | G-Force-Aurora                          | Ganassi                          | 54               |
| 26e        | Doug Didero           | Canada     | Dallara-Aurora                          | Mid America                      | 43               |
| 27e        | Ronnie Johncox        | États-Unis | G-Force-Aurora                          | McCormack                        | 33               |
| 28e        | J.J. Yeley            | États-Unis | G-Force-Aurora                          | McCormack                        | 33               |
| 29e        | Robby Gordon          | États-Unis | Dallara-Aurora                          | Menard                           | 28               |
| 29e        | Jason Leffler         | États-Unis | G-Force-Aurora                          | Treadway                         | 28               |
| 31e        | Niclas Jönsson        | Suède      | G-Force-Aurora                          | Blueprint Nienhouse              | 27               |
| 32e        | Jimmy Vasser          | États-Unis | G-Force-Aurora                          | Ganassi                          | 26               |
| 33e        | Stevie Reeves         | États-Unis | Dallara-Aurora                          | Logan                            | 25               |
| 34e        | Robby Unser           | États-Unis | Dallara-Aurora Riley & Scott-Aurora     | Tri-Star McCormack               | 19               |
| 35e        | Scott Harrington      | États-Unis | Dallara-Aurora                          | Nienhouse Mid America            | 17               |
| 36e        | Zak Morioka           | Brésil     | Dallara-Aurora                          | Tri-Star                         | 15               |
| 37e        | Raul Boesel           | Brésil     | G-Force-Aurora                          | Treadway                         | 14               |
| 38e        | Steve Knapp           | États-Unis | G-Force-Infiniti                        | Dreyer & Reinbold                | 11               |
| 39e        | Bobby Regester        | États-Unis | G-Force-Aurora                          | Truscelli                        | 10               |
| 40e        | John Hollansworth Jr. | États-Unis | G-Force-Aurora                          | TeamXtreme                       | 9                |
| 41e        | Jon Herb              | États-Unis | G-Force-Aurora                          | McCormack                        | 8                |
| 41e        | Johnny Unser          | États-Unis | G-Force-Aurora                          | Indy Regency                     | 8                |
| 43e        | Stan Wattles          | États-Unis | Dallara-Aurora                          | Hemelgarn                        | 7                |
| 43e        | Roberto Guerrero      | Colombie   | G-Force-Aurora                          | Coulson                          | 7                |
| 45e        | Jack Miller           | États-Unis | Dallara-Aurora                          | Tri-Star                         | 6                |
| 46e        | Billy Roe             | États-Unis | Dallara-Aurora                          | Logan                            | 5                |
| 47e        | Richie Hearn          | États-Unis | Dallara-Aurora                          | Pagan                            | 3                |
| 48e        | Andy Hillenburg       | États-Unis | Dallara-Aurora                          | Fast Track                       | 2                |
| 49e        | Lyn St. James         | États-Unis | G-Force-Aurora                          | Dick Simon                       | 1                |